# Anaea victoria
Anaea victoria är en fjärilsart som beskrevs av Druce 1877. Anaea victoria ingår i släktet Anaea och familjen praktfjärilar. Inga underarter finns listade i Catalogue of Life.